# Incrociatore leggero

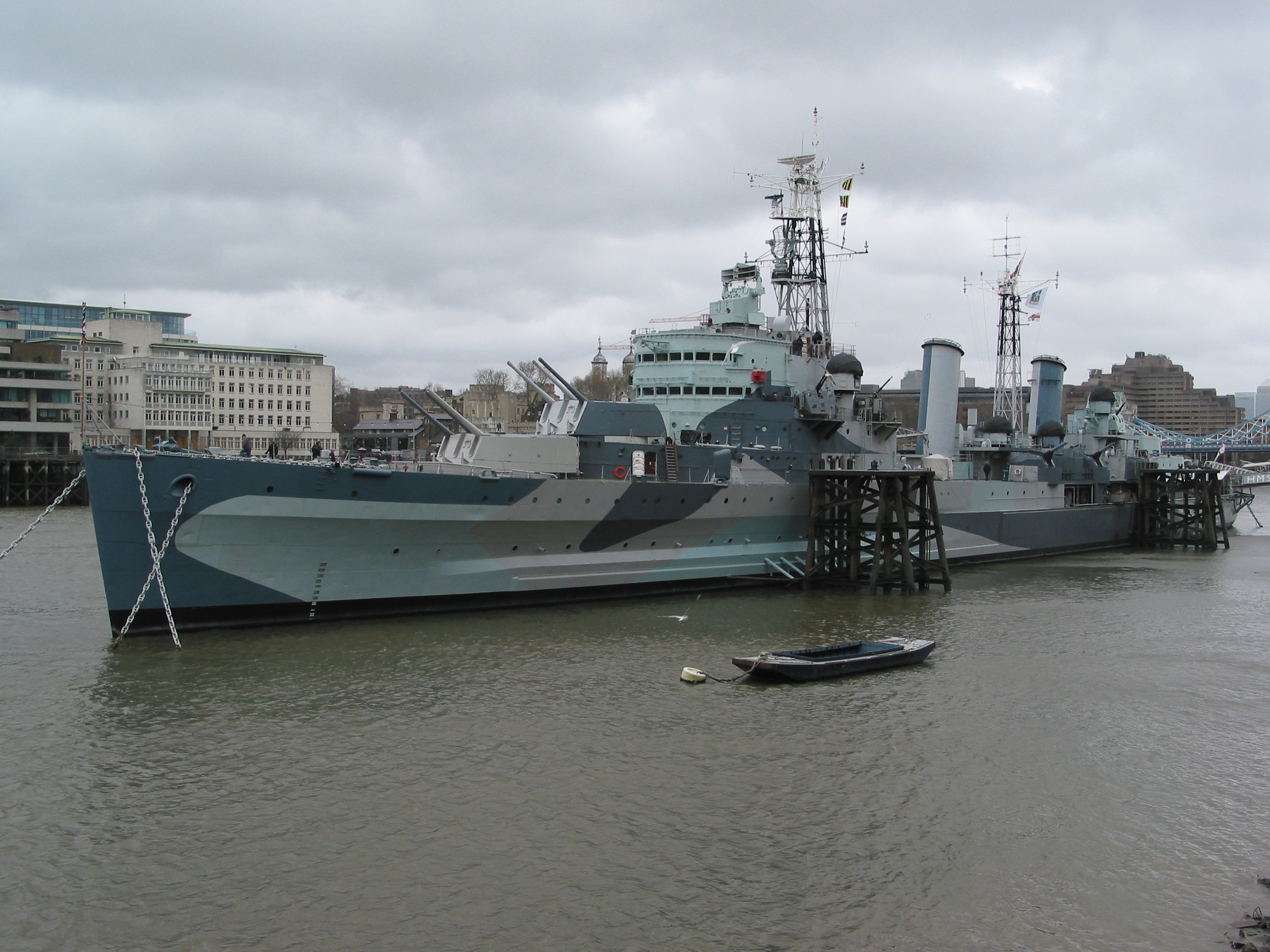
L'incrociatore leggero HMS Belfast ancorato lungo il Tamigi a Londra

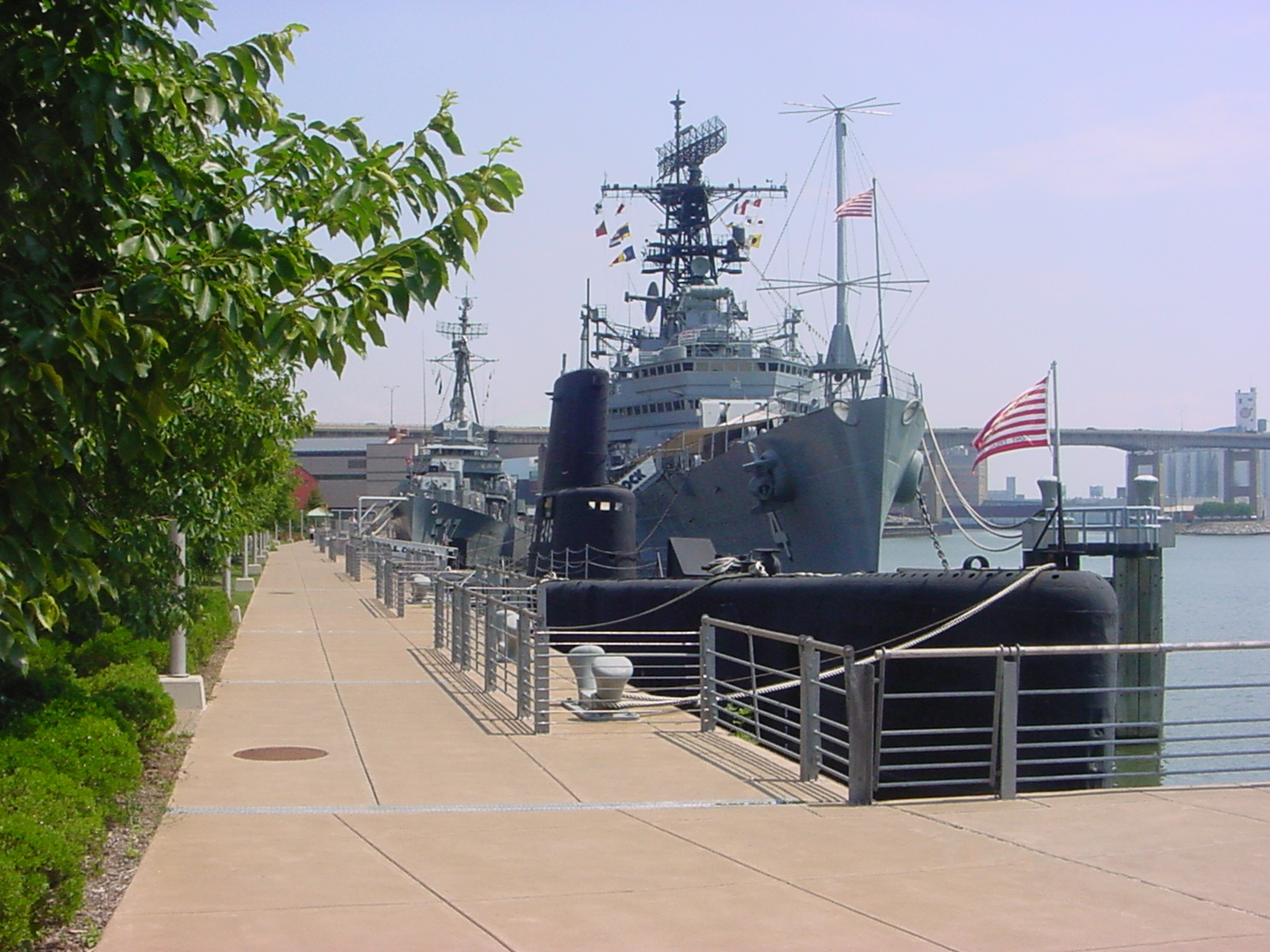
L'incrociatore leggero USS Little Rock a Buffalo

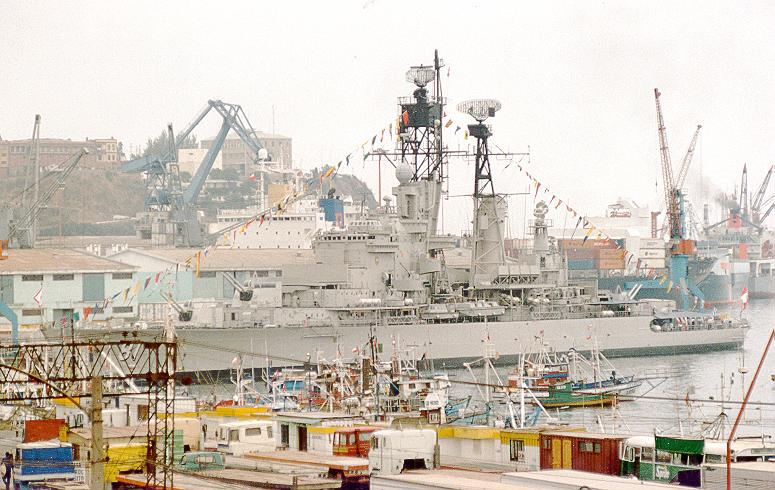
L'incrociatore Almirante Grau rimasto in servizio attivo fino al 2017, ripreso nel 1993

Un incrociatore leggero è una nave da guerra che risponde al principale requisito di un incrociatore, quello di essere in grado di eseguire azioni indipendenti dal punto di vista dell'autonomia, e di norma di dimensioni maggiori di un cacciatorpediniere di pari periodo. Il primo esemplare fu il Mercury costruito nel Regno Unito nel 1879 e gradatamente divenne più veloce e potente, con cannoni principali di dimensione uniforme e più grandi. La Germania prese il vantaggio nella costruzioni di incrociatori leggeri negli anni 1890 costruendo una classe di incrociatori veloci copiata da altre nazioni.

## Descrizione
Allo scoppio della prima guerra mondiale gli incrociatori leggeri britannici possedevano o due cannoni da 6 pollici (152 mm) e forse 8 cannoni da 4 pollici (100 mm), oppure un armamento uniforme di cannoni da 6 pollici (152 mm), mentre gli incrociatori tedeschi passarono durante la guerra da cannoni da 4,1 pollici (105 mm) fino a cannoni da 5,9 pollici (150 mm).
Il trattato navale di Londra del 1930 definì gli incrociatori leggeri come incrociatori con cannoni da 6,1 pollici (155 mm) o più piccoli, mentre gli incrociatori pesanti erano quelli con cannoni fino a 8 pollici (203 mm).
All'epoca della seconda guerra mondiale gli incrociatori leggeri avevano cannoni che andavano dai 5 pollici (127 mm) ai 6,1 pollici (155 mm), con la dimensione più comune che era di 6 pollici (152 mm), mentre gli incrociatori pesanti avevano di solito una batteria di cannoni da 8 pollici (203 mm). Negli anni 1920 fu decisamente preferito il tipo pesante, mentre alla fine di questo decennio, e all'inizio del successivo, furono costruiti molti incrociatori leggeri. Questa era una differenza significativa in potere distruttivo, poiché i proiettili dei cannoni da 8 pollici pesavano il doppio di quelli dei cannoni da 6 pollici. Ciononostante gli incrociatori leggeri erano utili per il fuoco di supporto e come scorte di flotta e vennero intensamente usati.
Va anche aggiunto che, soprattutto dopo il 1932/1935, si iniziò a costruire degli incrociatori "leggeri" che di leggero avevano solo il calibro principale dei cannoni, visto che dislocavano 10000 (o più) tonnellate, erano dotati di buona protezione e corazzatura e superavano gli incrociatori pesanti nel numero dei cannoni. In pratica esistevano incrociatori classificati ufficialmente "leggeri" perché armati con cannoni da 6 pollici ma con un peso complessivo della bordata uguale o superiore a quello di un incrociatore pesante. Un esempio fu la configurazione iniziale della classe Mogami giapponese (poi riconvertiti a incrociatori pesanti) o la classe Brooklyn statunitense con 15 cannoni da 152 mm.
Anche le altre caratteristiche costruttive si differenziavano molto da progetto a progetto e da marina a marina per tutti gli anni trenta e quaranta, per esempio la marina giapponese tendeva ad avere incrociatori leggeri molto leggeri, con cannoni da 140 o 152 mm (l'ottimo 155/60 era riservato agli incrociatori pesanti e, come armamento secondario, alle navi da battaglia), scarsa corazzatura, abbondanti idrovolanti da ricognizione e pensava di impiegarli come unità da ricognizione e per la scorta (anti silurante e antiaerea) dei gruppi da battaglia, mentre preferì gli incrociatori pesanti per i compiti di combattimento e costruì dei cacciatorpediniere particolarmente pesanti per molti compiti svolti altrove da incrociatori leggeri. La marina britannica costruì numerosi incrociatori poco armati (anche se spesso con un discreto armamento antiaereo) e non eccezionalmente veloci, ma molto abitabili, con un'autonomia elevatissima, una buona capacità di reggere il mare anche in tempesta e destinati a scortare i convogli (e occasionalmente ad attaccare i convogli avversari), aggiungendo a questi alcuni incrociatori contro aerei (anche con cannoni di "piccolo" calibro, 102 e 133 mm, ma in numero molto elevato) e, poco prima dell'inizio del conflitto, tutta una serie di classi di incrociatori "leggeri" che di leggero avevano solo il calibro (152 mm in torri trinate), mentre per il resto erano paragonabili a incrociatori pesanti. 
Anche la marina americana andò verso due tipi di incrociatori, contraerei e contro nave, anche se i modelli anti nave, sin dai Pensacola, erano pesantemente armati, con una buona autonomia e una tenuta del mare inizialmente problematica (ma risolta ottimamente durante la guerra e subito prima), progettati anche con una protezione sufficiente a battere gli incrociatori giapponesi. La marina italiana e quella francese inizialmente costruirono soprattutto incrociatori ad altissima velocità, con un armamento di 8-10 cannoni da 152 mm, la marina nazionale francese in seguito (soprattutto con la classe La Galissonière) ridusse la velocità, introdusse torri trinate (portando l'armamento a 9 cannoni) e la poppa a specchio, aumentando notevolmente la protezione e l'armamento antiaereo pesante (anche se quello intermedio e quello leggero rimasero limitati sin a guerra iniziata). 
La marina italiana rimase "innamorata" della velocità, anche se progressivamente aumentò armamento e protezione nelle serie degli incrociatori classe "Condottieri" (la prima serie dei "Condottieri" era priva di corazzature di sorta) a scapito delle punte velocistiche. La Regia Marina introdusse anche una tipologia di incrociatori intermedi tra il cacciatorpediniere e l'incrociatore (pratica diffusa anche in altre marine, come quella olandese), come la classe "Capitani Romani"(che in buona parte non arrivò al varo entro il 1943), molto veloci, privi di corazzatura e con un armamento molto leggero (cannoni da 135 mm, molto precisi ma meno potenti e con una gittata inferiore ai 152 mm inglesi e soprattutto francesi, e una velocità di tiro inferiore ai 133 mm inglesi). L'incrociatore leggero fu una tipologia di naviglio particolarmente diffusa nelle marine minori in vari modelli tra le 3 000 e le 9 000 tonnellate di dislocamento; mentre, accanto alle corazzate tascabili, costituì la spina dorsale della marina tedesca durante la repubblica di Weimar. Gli incrociatori tedeschi degli anni venti-trenta (sei unità varate tra il 1922 e il 1935) avevano un armamento di cannoni da 15 cm (149,1 mm, in genere di 8-9 pezzi) e strutture molto leggere, visto che il trattato di Versailles limitava il dislocamento a 6 000 tonnellate. 
Non risultarono particolarmente riuscite (eccetto l'Emden, che però era troppo lento e mal armato), né nella tenuta di mare, né nell'affidabilità dei motori e dell'armamento antiaereo (potente ma soggetto a guasti), né nella stabilità. Anzi il mare in tempesta poteva creare dei seri danni a strutture in leghe troppo leggere saldate elettricamente per risparmiare peso. Furono quindi un fallimento e non furono impiegati (come pensato sin dal 1919) per la guerra contro i traffici mercantili. La Germania nazista preferì (con decisione discutibile) progettare, costruire e in alcuni casi varare numerosi incrociatori pesanti e da battaglia, molto più costosi ma in fin dei conti non più indicati di un incrociatore leggero realmente efficiente nella guerra ai convogli, trovandosi poi nel grosso della guerra priva di incrociatori leggeri realmente efficaci.
Durante la seconda guerra mondiale questa tipologia di naviglio si dimostrò riuscita, soprattutto nei modelli che non avevano sacrificato la protezione (soprattutto subacquea), alla velocità e riuscivano a gestire un buon armamento contro aereo. Assieme ai cacciatorpediniere gli incrociatori leggeri svolsero buona parte dei compiti di scorta, costituirono un elemento importante della protezione antiaerea delle flotte da guerra, condussero operazioni di minamento (confidando nella velocità) e di intercettazione dei traffici, parteciparono a missioni di copertura agli sbarchi, sovente operando a breve distanza dalle coste. Viceversa la velocità si dimostrò un fattore utile e determinante solo in poche missioni, mentre l'inferiorità dell'armamento artiglieresco rispetto agli incrociatori pesanti e alle navi da battaglia fu un fattore meno importante di quanto pensato negli anni venti, visto che tra le maggiori minacce alle squadre navali si trovavano i sommergibili, gli aerei e le motosiluranti (tutti bersagli più vulnerabili per un incrociatore che per una corazzata) ed era molto più facile incontrare in battaglia altri incrociatori leggeri e caccia torpediniere che navi di elevato dislocamento (per altro difficili da produrre in numero elevato per le economie dei paesi coinvolti nel conflitto). 
In effetti dopo la seconda guerra mondiale (anche per altri fattori) difficilmente furono costruite unità con cannoni di calibro superiore al 152/155 mm, ovvero il calibro tipico degli incrociatori leggeri. Durante il conflitto, anche per l'emergere della portaerei, degli idrovolanti plurimotore e dei ricognitori basati a terra a lunga autonomia, fu sempre meno importante disporre di idro-ricognitori a bordo degli incrociatori, molti quindi vennero sbancati e sostituiti con un'ulteriore quantità di armamento antiaereo, anche perché gli idro-ricognitori erano un bersaglio pericoloso, in quanto concentravano sulle sovrastrutture materiale infiammabile.
Al giorno d'oggi restano quattro incrociatori di cui due sono preservati come navi museo: lo statunitense USS Little Rock della classe Cleveland e l'inglese HMS Belfast della classe Town ancorati rispettivamente a Buffalo e Londra. Un'altra unità britannica, quasi centenaria, l'incrociatore HMS Caroline della classe C della riserva della Royal Navy è ancorato a Belfast dove svolge il ruolo di piattaforma addestrativa galleggiante e nel 2011 avrebbe dovuto essere radiato e trainato a Portsmouth, destinato a nave museo. L'ultimo incrociatore della Marine nationale fu la Colbert (C 611), ritirata dal servizio nel 1991; nasce come incrociatore antiaereo e in seguito viene trasformato in incrociatore missilistico. Nella Marina Militare italiana sono stati in servizio quattro incrociatori leggeri del tipo Condottieri (suddivisi in cinque classi diverse) superstiti della seconda guerra mondiale: il Cadorna, in pessime condizioni, fu usato come nave da addestramento statico e quasi subito radiato; il Montecuccoli, che fu adattato in nave scuola per gli allievi dell'Accademia navale di Livorno; i due classe Duca degli Abruzzi, di cui il Garibaldi venne trasformato in incrociatore lanciamissili. Due incrociatori leggeri della Regia Marina della classe Capitani Romani vennero trasformati in cacciaconduttori.
L'ultimo incrociatore leggero in servizio attivo è stato il peruviano Almirante Grau, una ex unità olandese classe De Zeven Provinciën, che è  stato radiato nel 2017, dopo aver ricoperto il ruolo di ammiraglia della flotta, aver ricevuto vari ammodernamenti e servito per ben oltre mezzo secolo in due marine militari.